# الفرع الصاعد للشريان المنعطف الفخذي الإنسي
الفرع الصاعد للشريان المنعطف الفخذي الإنسي (بالإنجليزية: Ascending branch of medial circumflex femoral artery)‏‏ هو شريان يتفرعُ من شريان منعطف فخذي إنسي.